# Ravnen (film)
 For alternative betydninger, se Ravnen. (Se også artikler, som begynder med Ravnen)
Ravnen (The Raven) er en amerikansk film fra 1963, instrueret af Roger Corman. Filmen er inspireret af Edgar Allan Poes digt, "Ravnen", fra 1845.
Filmen er en romantisk beretning om magikeren Erasmus Craven (spillet af Vincent Price), der en nat hjemsøges af en ravn, som viser sig at være den forheksede Dr. Bedlo (spillet af Peter Lorre). Ravnen fortæller, at den har observeret Cravens afdøde kone, Lenore, sammen med ærkefjenden Dr. Scarabus (spillet af Boris Karloff). Dr. Bedlo forvandles til menneske igen ved hjælp af en heksebryg bestående af blandt andet flagermuseblod, edderkopper i gelé og en død mands hår, og så går turen ellers til Scarabus' slot for at opspore Lenore. I en mindre rolle ses Jack Nicholson.